# Килимове бомбардування

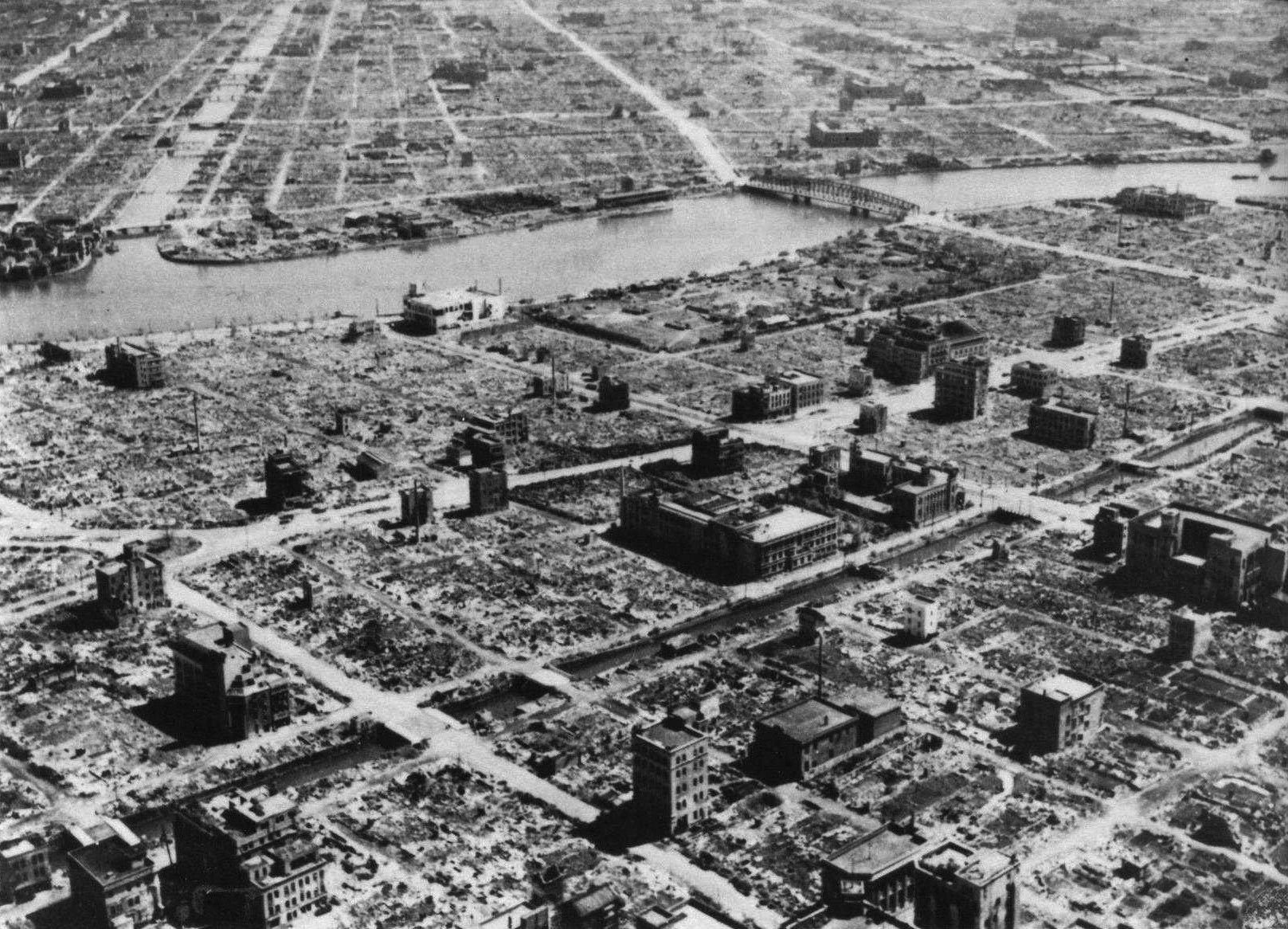
Стратегічне бомбардування Токіо. 14 березня 1945

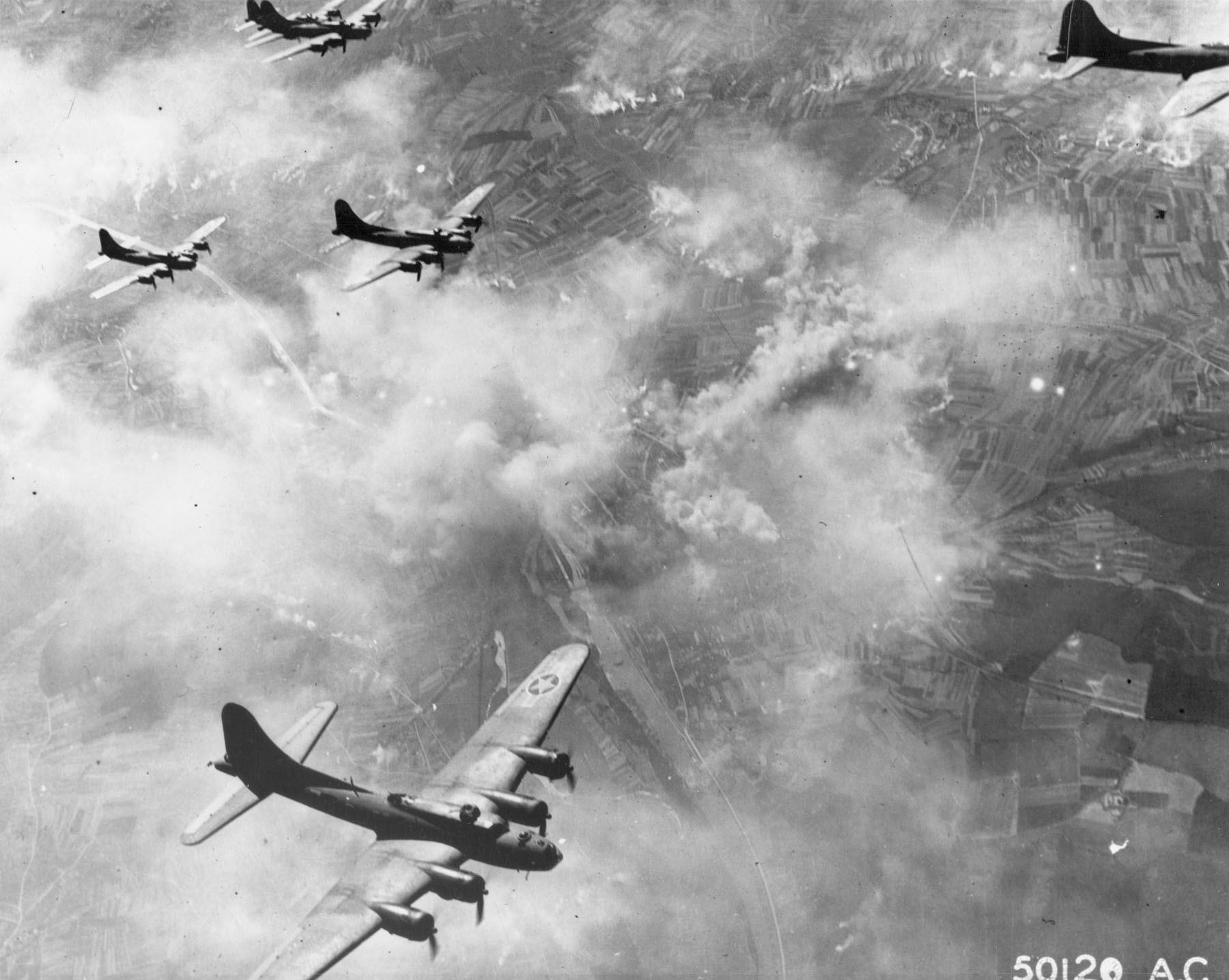
Американські бомбардувальники B-17 «Летюча фортеця» бомблять авіаційні заводи в Швайнфурті. Операція «Дабл Страйк». 17 серпня 1943

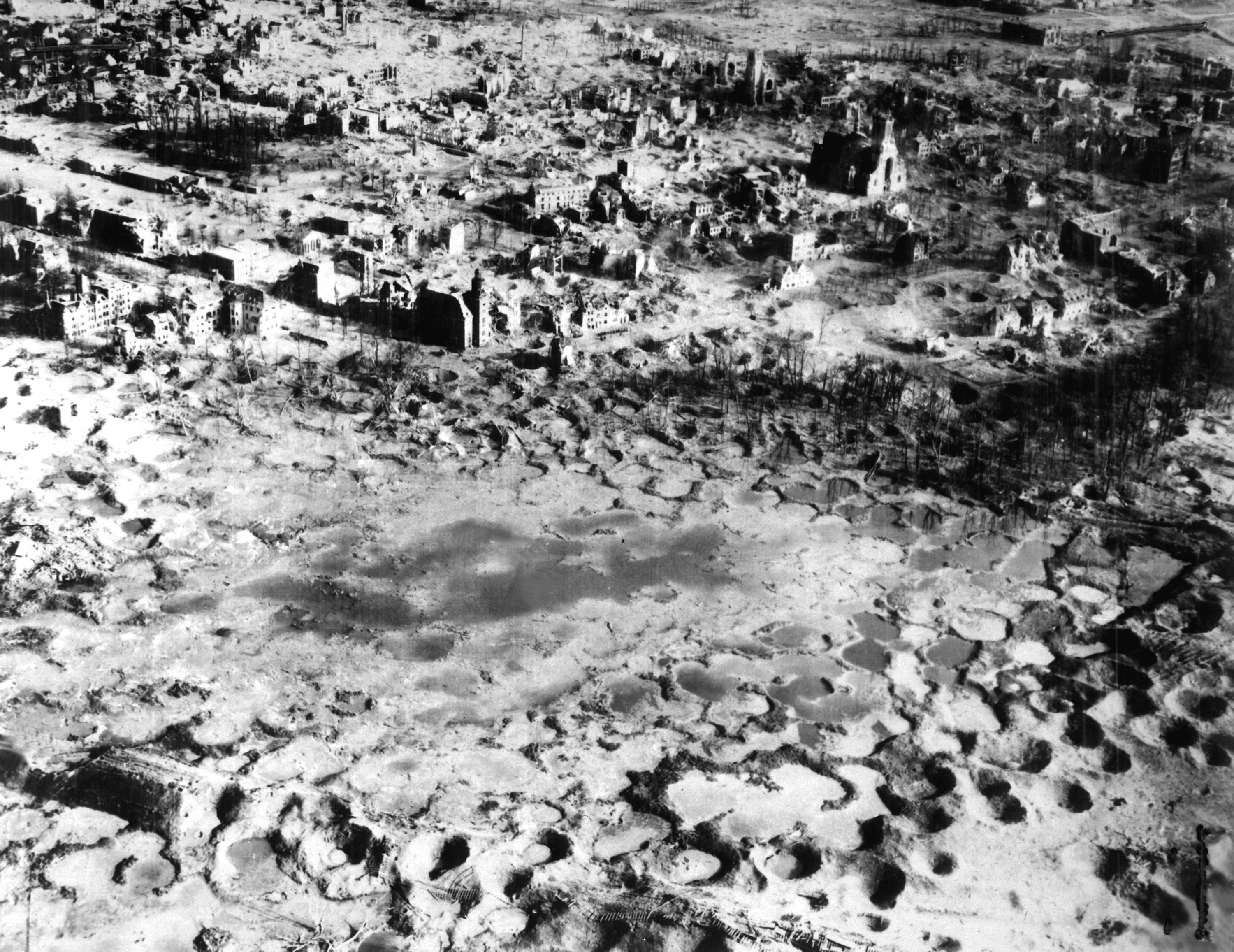
Результати стратегічного «килимового» бомбардування німецького міста Везеля призвело до знищення майже 97% міста, до того як його опанували війська західних союзників у 1945

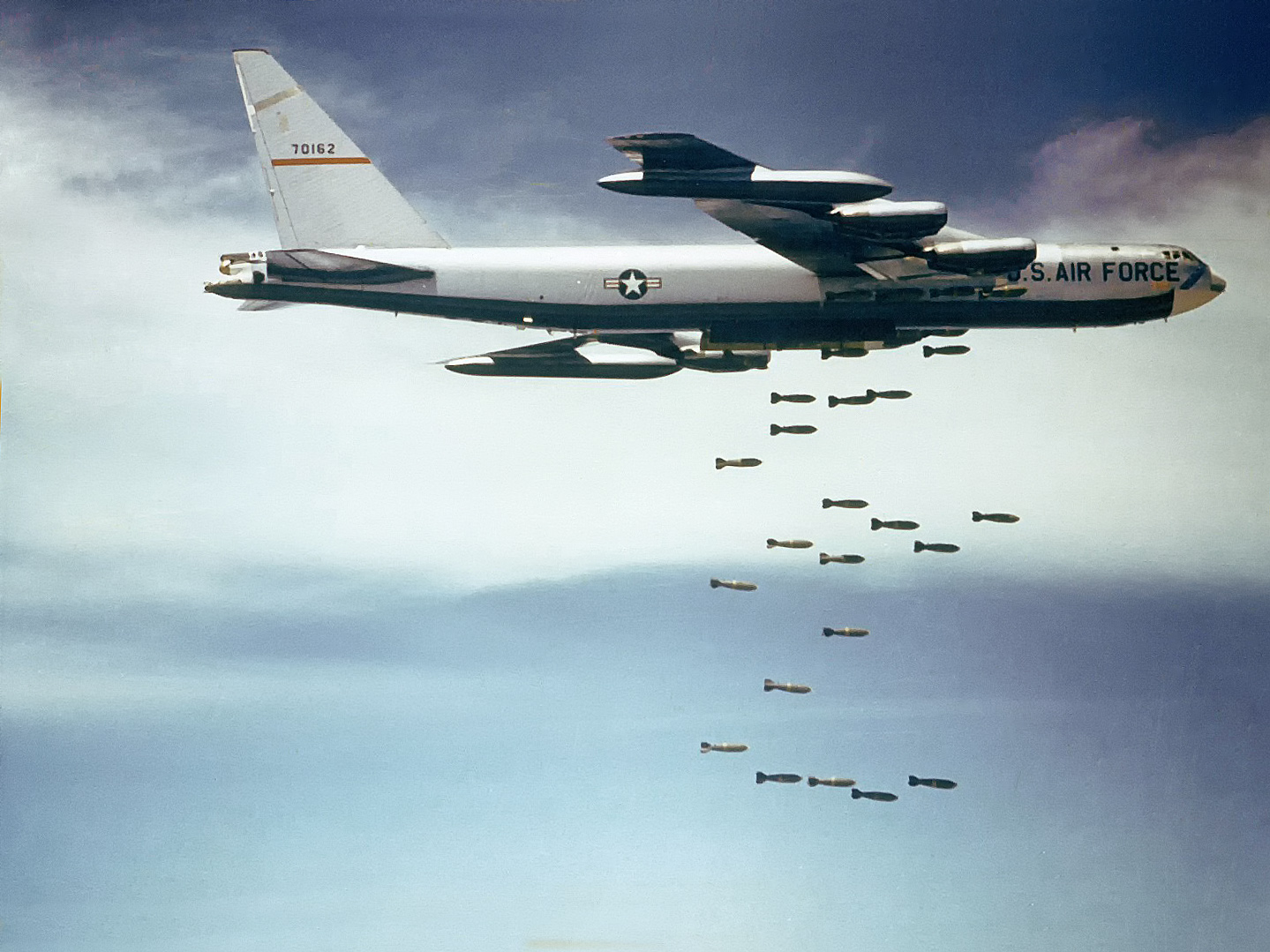
Американський стратегічний бомбардувальник Боїнг B-52 «Стратофортресс» здійснює «килимове бомбардування» в'єтнамських позицій. Війна у В'єтнамі

Килимо́ве бомбардува́ння (англ. carpet bombing) — метод бомбардування по площі, який застосовувала стратегічна авіація країн-учасників Другої світової війни при масованих нальотах на військові та промислові об'єкти противника значної кількості бомбардувальної авіації. Після килимового бомбардування виникають смерчі та різні спалахи вогню на території застосування.

## Завдання
Метою таких бомбардувань було безперервне, інтенсивне, послідовне бомбометання на значній площі, як правило, по населених пунктах. При цьому застосовують велику кількість авіаційних бомб (часто в поєднанні з запалювальними) для повного знищення обраного району, або знищення особового складу противника і його матеріальної частини, або для його деморалізації. При «килимовому бомбардуванні» важкі бомбардувальники, що діяли в щільних бойових порядках, за командою ведучого здійснювали бомбометання з великих висот по площі, на якій розташовувалися об'єкти противника.

## Історія використання
Вперше метод «килимового бомбардування» був застосований під час громадянської війни в Іспанії в 1937 році, коли інтенсивному бомбардуванню піддалося місто Герніка, під час нальотів легіону «Кондор» загинуло не менше 100 мирних жителів. Нацистська Німеччина вдавалася до бомбардування цивільних цілей з перших днів Другої світової війни. Британський уряд наказав своїм ВПС строго дотримуватися Амстердамського проєкту міжнародних правил, що забороняв атакувати цивільну інфраструктуру за межами зони бойових дій, але відмовився від цього 15 травня 1940, на наступний день після бомбардування Роттердама.
Пізніше, при прориві американськими військами оборони німецьких військ у Сен-Ло (Франція) 25 липня 1944 в період авіаційної підготовки було здійснене «килимове бомбардування» ділянки оборонної смуги із залученням 1 500 важких бомбардувальників, що скинули 3300 т бомб на площу розмірами 8 км по фронту і 1,6 км в глибину. Однак у зв'язку з тим що «килимові бомбардування» вимагали великої витрати сил і засобів і мали відносно невисоку ефективність ураження в порівнянні з прицільним бомбометанням, союзники надалі від них відмовилися.
Водночас у В'єтнамській війні військово-повітряні сили США відновили практику «килимових бомбардувань» проти північно-в'єтнамських військ та В'єтконга. У грудні 1972 року США розгорнули найінтенсивніші за весь час війни бомбардування Північного В'єтнаму. Американські стратегічні бомбардувальники Боїнг B-52 «Стратофортресс» здійснювали методичні килимові бомбардування районів Ханоя і Хайфона.

## Відео
- B-52 Stratofortress — ковровые бомбардировки [Архівовано 23 Лютого 2014 у Wayback Machine.]
- B-52 Ковровые бомбардировки